# 邦措德弗尔代
邦措德弗尔代，是匈牙利佐洛州所辖的一个村，总面积5.90平方公里，总人口356，人口密度60.3人/平方公里（2010年1月1日）。